# Karel Bondy
Karel Bondy (21. prosince 1906 Praha – 22. ledna 1945 Neubrandenburg v Německu) byl český podnikatel, advokát, finančník, politik a odbojář. Za odbojovou činnost byl vězněn a popraven.

## Život
Narodil se v Praze jako syn JUDr. Maxe Bondyho a Žofie Anscherlik (byl zároveň vnukem českého rabína Dr. Filipa Bondyho). Vystudoval gymnázium v Praze II. Slovenské ulici. Studium práv na Karlově univerzitě ukončil úspěšně 23. května 1930.
Za studentských let byl činný v levicovém Etickém hnutí československého studentstva. Několik let byl pokladníkem spolku studentů práva Všehrd. Působil také jako funkcionář ČSSD a organizace YMCA. Též byl členem řádu svobodných zednářů.
Dne 23. června 1930 se v Praze oženil s JUDr. Zdeňkou Zafoukovou (* 27. února 1905 Praha), kolegyní ze studií (promovali na právnické fakultě stejného dne). Po vzniku protektorátu se manželé Bondyovi rozvedli. Manželství bylo bezdětné.
Od roku 1936 začal pracovat jako advokát. Činný byl i jako tajemník organizace pomáhající emigrantům prchajícím před nacismem z Německa a jako předseda pražského Společenského klubu. Na podzim 1938 byl pro svůj židovský původ ze Společenského klubu vyloučen. Zároveň ztratil i členství v advokátní komoře.

## Protinacistický odboj
Přestože měl možnost po okupaci Československa odejít do emigrace; měl affidavit (místopřísežné prohlášení) pro příjezd do Anglie a vízum do Francie. rozhodl se v okupovaném Československu zůstat.
Začátkem září 1938, když byly zveřejněny podrobnosti tzv. „čtvrtého plánu“ jednání mezi československou vládou a
Henleinovou SdP, vznikl Petiční výbor Věrni zůstaneme (PVVZ), který se později přetvořil v odbojovou organizaci. Karel Bondy působil jako člen jeho prvního a druhého vedení až do října 1941, kdy byl za svou činnost zatčen gestapem.
Do ilegality odešel poté, když byl po prvním zatčení propuštěn. Spolupracoval s několika odbojovými skupinami: skupinou kolem Antonína Pešla, poté se skupinou profesora dr. Vojtěcha Čížka a se skupinou profesora Volfganga Jankovce. Soustřeďoval se na organizační a zpravodajskou činnost, organizoval ilegální odchody do zahraničí, podílel se i na vybudování radiového spojení s Londýnem a pomáhal ukrývat osoby pronásledované gestapem.
Autorsky se podílel na formulování programu odbojové skupiny Za svobodu. Byl členem společného vedení ÚVODu. Během své ilegální činnosti užíval Bondy různá krycí jména, z nichž nejčastější bylo Evžen Březina, dále Vyskočil, Šavrda, Dobrnický, Čermák aj.
Gestapo dlouho pátralo po Březinovi. Vyšetřovatelé gestapa nevěděli, že se jedná o krycí jméno JUDr. Bondyho (o němž se dlouho domnívali, že odjel do ciziny). Teprve po Krásově zatčení bylo již jisté, že mu je gestapo na stopě. U jeho paní JUDr. Zafoukové-Müllerové pátrali po fotografiích, což bylo neklamnou známkou, že vědí, po kom pátrají. JUDr. Bondy byl varován a paní Mileně Fischerové-Balcarové sdělil ještě den před svým zatčením, že po zařízení všeho potřebného zmizí.

## Zatčení, smrt
Poprvé byl zatčen několik dní po okupaci. Důvodem byla jeho pomoc německým emigrantům. Po necelých třech týdnech byl však propuštěn. Dne 20. října 1941 byl u Karlínského viaduktu přepadovým oddílem gestapa zatčen podruhé a odvezen do Petschkova paláce (Pečkárny), kde byl vyslýchán a mučen. Byl zadržen tak rychle, že nestačil požít jed, který měl pro ten případ vždy u sebe. Poté byl vězněn ve věznici gestapa na Karlově náměstí a posléze na Pankráci. Většinou byl v samovazbě.
V červnu 1944 byl odvezen do věznice v Gollnowě u Štětína (dnes Goleniów v Polsku), kde se mu vedlo poměrně dobře. Dne 24. října 1944 byl soudem v Drážďanech jako Žid vyloučen z procesu s K. J. Benešem a Ing. Bulíčkem. Dne 14. listopadu 1944 byl odsouzen zvláštním senátem v Berlíně k trestu smrti. Spolu s ním byli souzeni doc. Josef Fischer, MUDr. Viktor Kaufmann a Anna Pollertová, pracovnice Ženské národní rady, která této skupině opatřovala a financovala řadu ilegálních bytů a v jejímž vinohradském bytě (dnes ul. Anny Letenské 34/7) se odehrávaly schůzky PVVZ.
Koncem roku 1944 byl převezen do vězení v Neubrandenburgu. Byl popraven ve zdejší „Winterfeldhalle“ v rámci nacistické strategie likvidace osobností demokratických elit dříve, než budou osvobozeny (podobně byl popraven Dietrich Bonhoeffer nebo někteří členové Bílé růže).
Databáze obětí holocaustu uvádí datum Bondyho popravy (a tedy smrti) 22. ledna 1945. Jakožto osoba židovského původu byl téměř s jistotou popraven oběšením.

## Připomínka
Jeho jméno je uvedeno na pamětní desce věnované 26 odbojářům PVVZ na domě (Anny Letenské čp.34/7, Praha-Vinohrady), kde se konaly schůzky odbojářů. Na desce je nápis: "V TOMTO DOMĚ SCHÁZELI SE K ODBOJOVÉ ČINNOSTI ČLENOVÉ SKUPINY PVVZ. ZA SVOBODU SVÉ VLASTI DALI ŽIVOT: (následuje výčet jmen) JUDR. KAREL BONDY POPRAVEN V BRANDENBURGU 22.1.1945 (následuje výčet jmen)".

## Galerie

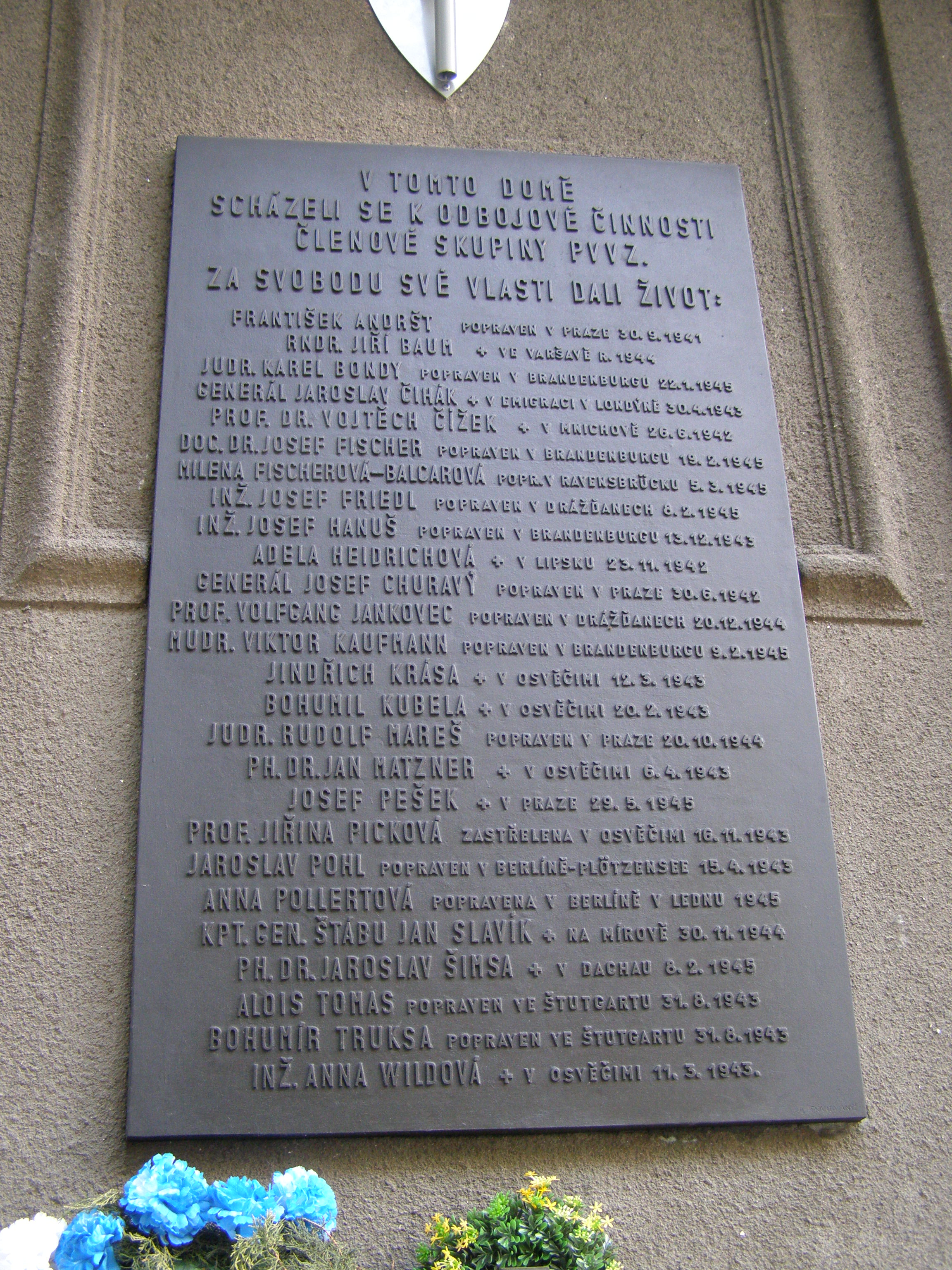
Pamětní deska odbojářům PVVZ v ulici Anny Letenské 34/7, Praha-Vinohrady